# Янсон, Иоанн Андреевич
Иоанн Андреевич Янсон (латыш. Jānis Jansons, 7 [19] апреля 1878, Карздаба, Видземе, Лифляндская губерния — 27 сентября 1954, Рига) — священнослужитель Латвийской православной церкви, протопресвитер, настоятель рижского кафедрального Христорождественского собора (1933—1953), ректор Рижской духовной семинарии (1926—1936), педагог, преподаватель Латвийского университета.

## Биография
Родился 7 апреля 1878 года в видземском селе Карздаба (Kārzdaba) в семье латышского крестьянина.
В 1900 году окончил Рижскую духовную семинарию первым учеником и был направлен псаломщиком и законоучителем в Свято-Троицкий храм города Лиепая. Спустя год поступил в Санкт-Петербургскую духовную академию, которую окончил в 1905 году со степенью кандидата богословских наук (удостоился степени кандидата богословия с правом соискания степени магистра богословия без нового устного испытания). В годы студенчества в одном из храмов Александро-Невской лавры организовал приход для православных латышей.
После окончания духовной академии он женился на дочери черниговского мещанина — Ольге Михайловне Ананьевой и в тот же год принял сан пресвитера. В 1909 году направлен в Ригу и назначен настоятелем храма в честь Вознесения Господня.
В годы Первой мировой войны был эвакуирован в Гатчину, где до 1918 года преподавал в женской гимназии беженцам-латышам Закон Божий, одновременно исполняя обязанности полкового священника 4-го стрелкового полка. С 1918 по 1922 год работал кладовщиком и помощником наблюдателя метеорологической станции Агрономического института.
С 1922 и до 1924 года являлся настоятелем царскосельской Знаменской церкви. В 1924 году вернулся в Ригу и был направлен для прохождения служения в Христорождественский кафедральный собор.
1 июля 1926 года назначен вторым соборным протоиереем и ректором возрождённой Рижской духовной семинарии. Пост ректора протоиерей Иоанн Янсон занимал с 1926 по 1936 год. С 1933 по 1953 годы являлся настоятелем кафедрального Христорождественского собора Риги.
С 1937 года — доцент православного отделения богословского факультета Латвийского университета.
В совершенстве владел несколькими языками, что позволяло представлять Латвийскую православную церковь на международных конференциях.
Скончался 27 сентября 1954 года, похоронен на рижском Вознесенском кладбище.